# Watchtower
Watchtower es una banda de thrash metal de Austin, Texas, que estuvo activa durante los ochenta. Su álbum debut, Energetic Disassembly, fue lanzado en 1985. El álbum es notable por el uso constante de cambios de tiempo y es considerado un hito en la historia del metal progresivo.
En 1989 Watchtower lanza su segundo álbum, Control and Resistance, con Ron Jarzombek en la guitarra.
Aunque Watchtower nunca alcanzó la fama, son citados como influencias de varias bandas de heavy metal, así como de bandas populares de metal progresivo como Dream Theater.
Varios miembros siguieron otros proyectos, incluyendo Ron Jarzombek y su proyecto en solitario Spastic Ink, Jason McMaster se unió a Dangerous Toys y el proyecto de Doug y Rick llamado Retarded Elf.
La banda se reunió en 1999 con la alineación original y tenían planeado sacar un nuevo álbum en 2006 que se llamaría Mathematics, pero debido a conflictos entre los miembros, el lanzamiento del álbum en este punto, es muy cuestionable.
En 2016 después de una ausencia de 27 años han lanzado  ‘Concepts of Math: Book One’  que se compone de cuatro canciones que se publicaron anteriormente, y una nueva canción. El resultado es un corto EP de 29 minutos, y el primero de la banda en el nuevo siglo.

## Miembros
- Jason McMaster - voz
- Ron Jarzombek - guitarra
- Doug Keyser - bajo
- Rick Colaluca - batería

### Miembros Pasados
- Scott Jeffreys - voz
- Alan Tecchio - voz
- Billy White - guitarra
- Mike Soliz - voz

## Discografía
- Energetic Disassembly (1985)
- Control and Resistance (1989)
- Demonstrations In Chaos (2002) (compilación)
- Concepts Of Math Book One EP (2016)

- Datos: Q91178